# 粉报春
粉报春（学名：[Primula farinosa] 错误：{{Lang}}：文本有斜体标记（帮助）），为报春花科报春花属下的一个植物种。